# Owen Ansah
Pour les articles homonymes, voir Ansah.
Owen Ansah, né le 28 novembre 2000, est un athlète allemand spécialiste des épreuves de sprint.

## Biographie
Il remporte la médaille de bronze du relais 4 × 100 m lors des championnats d'Europe 2024 à Rome, en compagnie de Lucas Ansah-Peprah, Deniz Almas et Kevin Kranz. Il termine par ailleurs 5e de l'épreuve du 100 m.
Il devient le premier Allemand à courir le 100 m en moins de 10 s en remportant les championnats nationaux en 9 s 99 à Brunswick.

## Palmarès
| Date | Compétition                       | Lieu    | Résultat | Epreuve   | Temps         |
| ---- | --------------------------------- | ------- | -------- | --------- | ------------- |
| 2021 | Relais mondiaux                   | Chorzów | 1er      | 4 × 200 m | 1 min 22 s 43 |
| 2021 | Championnats d'Europe par équipes | Chorzów | 3e       | 200 m     | 20 s 96       |
| 2021 | Championnats d'Europe par équipes | Chorzów | 1er      | 4 × 100 m | 38 s 73       |
| 2024 | Championnats d'Europe             | Rome    | 5e       | 100 m     | 10 s 17       |
| 2024 | Championnats d'Europe             | Rome    | 3e       | 4 × 100 m | 38 s 52       |

## Records
| Épreuve | Performance | Lieu              | Date         |
| ------- | ----------- | ----------------- | ------------ |
| 100 m   | 9 s 99      | Brunswick         | 29 juin 2024 |
| 200 m   | 20 s 35     | La Chaux-de-Fonds | 14 août 2021 |